# Perseidi (mitologia)
Nella mitologia greca i Perseidi, "nati di Perseo" e Andromeda, sono i membri della Casa di Perseo, discendono, secondo Valerio Flacco attraverso le Oceanine e Perse.
Dopo il Medioevo greco, la tradizione ricorda che Perseo e i suoi discendenti avevano governato Tirinto in epoca micenea, mentre il ramo alleato discendeva dal prozio di Perseo Preto, governatore ad Argo.
Secondo il mito, Perseo e Andromeda ebbero sette figli: Perse, Alceo, Eleio, Mestore, Stenelo, Elettrione e Cynurus, e due figlie, Gorgofone e Autochthe. Perse fu lasciato in Etiopia e divenne un antenato dei Persiani. Gli altri discendenti governarono Micene da Elettrione fino ad Euristeo, dopo il quale Atreo ottenne il regno. Il più famoso dei Perseidi fu il più grande eroe della Grecia, Eracle figlio di Zeus e Alcmena, figlia di Elettrione.